# CJMM-FM
CJMM-FM diffusant sous le nom de Énergie Rouyn-Noranda 99,1 est une station de radio commerciale privée québécoise du réseau Énergie située et diffusée dans le secteur de Rouyn-Noranda, au Québec, appartenant à Bell Media.
La station de classe C diffuse est diffusé sur la fréquence 99,1 MHz dans le secteur de Rouyn-Noranda avec une puissance de 3 000 watts et au 92,5 MHz dans le secteur de La Sarre en Abitibi-Témiscamingue avec une puissance de 1 904 watts.
Énergie diffuse de la musique de format contemporain et top 40. Elle fait partie du réseau Énergie qui comprend dix stations à travers le Québec.

## Historique
CJMM-FM, fondée en 1987 par Communications Cuivor inc. (50 % par Yvon Larivière et Jean-Guy Veillette, et 50 % par Radiomutuel (1985) Limited.) est entrée en ondes le 17 juin 1988 dans un format dance music à la fréquence 99,1 FM et une puissance de 3 000 watts. La station fut, peu de temps après, incorporée au réseau Radio Énergie, propriété de Radiomutuel.
En 1989, CJMM ajoute un ré-émetteur à La Sarre à la fréquence 92,5 FM et une puissance de 46,8 watts, qui fut augmenté à 2 770 watts en 1995, 349 watts en 1997, et 1 904 watts le 19 décembre 2008.
C'est en 2000 que toutes les stations du réseau Radio Énergie sont passées de Radiomutuel à la compagnie Astral Media. En 2002, l'image et le logo du réseau sont fortement revues et la station s'affiche officiellement sous le nom de Énergie 99,1.
Les stations CJMM-FM et CJMV-FM ont célébré leur 20e anniversaire en octobre 2008 au Théâtre des Esker d'Amos où des auditeurs, des clients ainsi que des anciens employés ont été invités.
Le 16 mars 2012, Bell Canada (BCE) annonce son intention de faire l'acquisition d'Astral Média, incluant CJMM, pour 3,38 milliards de dollars. La transaction a été refusée par le CRTC. Bell Canada a alors déposé une nouvelle demande le 4 mars 2013, qui a été approuvée le 27 juin 2013.

### Slogans
- « L'énergie de l'Abitibi » (en simultané avec CJMV-FM)
- « Méchante radio » (août 2009 - décembre 2010)
- « La Radio des Hits » (janvier 2011- septembre 2015)
- « Toujours en tête! » (septembre 2015 - janvier 2019)
- « Plus de Classiques, Plus de Fun! » janvier 2019 - aujourd'hui)

### Identité visuelle (logo)

Ancien logo de NRJ Rouyn-Noranda 99,1 du 24 août 2009 au 22 août 2015.
Logo d'Énergie 99,1 et 92.5 depuis le 23 août 2015.

## Studios
Les bureaux de CJMM se trouvent au 191, avenue Murdoch, à Rouyn-Noranda (Québec). Un animateur en ondes peut être rejoint au 1-866-991-1027 ou *6-12-12 (sur cellulaire).

## Programmation
La programmation d’Énergie 99,1 provient de Rouyn-Noranda seulement les fins de semaine de 11 h à 17 h. La programmation en semaine de 5 h 30 à 11 h 25 et de 12 h 55 à 14 h 55 provient d’Énergie 102,7 Val-d’Or.
Le reste de la programmation (midi, retour à la maison et soirées/nuits) provient de Montréal, en réseau sur Énergie.

## Animateurs en Abitibi

### Animateurs de Le BOOST! (animation)
- François-Olivier Dénommé (informations)
- Éric Morissette
- Sarah-Maude Garceau

### Animateur de Vos classiques au travail
- Louis Pelletier (animation)

### Animatrice des Weekends Énergie
- Roxanne Cayouette (animation)

### Anciens animateurs
- Stéfan Baillargeon (1998)
- Dany Bergeron (2001)
- Frédérick Bertrand (1999)
- Jean-Sébastien Boudreault (2001)
- Patrice Cantin (1998)
- Guy Champoux (journaliste, 2001)
- Guillaume Charron (1998)
- Liz Ferland (2001)
- France Grandmaître (1998)
- Pascal Guité (1999)
- Mathieu Higgins (2001)
- Marc-André Labrosse (1998)
- Patrick Lavoie (2001)
- Hughes Létourneau (2001)
- André Mainville (2001)
- Étienne Phénix (journaliste, 1999)
- Alex Van Dieren (1999)

## Diffusion
CJMM-FM diffuse en simultanée dans la municipalité de La Sarre sous à la fréquence 92,5 MHz.
Sa station sœur est CJMV-FM 102,7 MHz Val-d'Or, autre station du réseau Énergie, et partage une bonne partie de sa programmation avec elle. Les émissions du matin, d'avant-midi, d'après-midi et de début de soirée sont diffusées sur CJMM et CJMV. Les émissions réseau proviennent de Montréal.
CJMV peut être captée à partir de Rouyn-Noranda, la force du signal reçu étant dépendante de l'équipement radio utilisé pour syntoniser chaque station.
CJMM peut être captée d'ouest en est à partir des environs de Black River-Matheson (Ontario) jusqu'à Malartic (Québec), et du nord au sud à partir de La Sarre/Macamic (Québec) jusqu'à Notre-Dame-du-Nord (Québec), bien que les signaux soit relativement faibles, dépendant des endroits.
CJMM possède un rediffuseur communautaire au complexe hydroélectrique Centrale La Grande-1, dans le territoire d'Eeyou Istchee Baie-James, diffusant sous l'indicatif CFAA-FM sur la fréquence 93,1 MHz.